# Laseno
Laseno je naselje v Občini Kamnik.

## Zgodovina
Laseno se menda prvič omenja  v urbaru iz okoli leta 1400 kot Lasnicz, ko je imel tu kmetijo neki Matija. 